# Loxops caeruleirostris
Loxops caeruleirostris (лат.) — вид птиц из семейства вьюрковых. Из-за их сходных размеров, формы и необычного клюва Loxops caeruleirostris и Loxops coccineus были в течение некоторого времени классифицированы как один вид.

## Описание
Эндемик Гавайских островов. Распространён во внутренних горных районах острова Кауи. Популяция вида до 1990-х годов считалась стабильной и оценивалась более чем в 20 тысяч птиц. Однако за последнее два десятилетия численность вида стала резко уменьшаться: в 2012 году осталось около 5000 особей, а в 2016 году — не более 1000. Основной причиной снижения численности считают птичью малярию, распространяют которую инвазивные виды комаров.
Птица длиной 10 см, весом 9 г. Тело массивное. Клюв конический со слегка скрещенными кончиками. Верхняя часть тела оливково-зелёная, нижняя часть — жёлтая. Лицевая маска тёмно-серая. Клюв голубой. Ноги тёмно-коричневые.
Живёт во влажных горных лесах с преобладанием деревьев охиа (Metrosíderos polymorpha) и других эндемиков. Держится парами или небольшими семейными группами в верхнем ярусе деревьев. Питается насекомыми, которых ищет между побегами охиа. Сезон размножения длится с февраля по июнь. Самцы ухаживают за самками, прыгая и издавая звуи перед ними. Образуют моногамные пары. Гнездо строят оба партнёра на верхних ветвях деревьев. В кладке два белых яйца.